# کارمن کوزاک
کارمن کوزاک (انگلیسی: Carmen Cusack؛ زادهٔ April 25) خواننده، و هنرپیشه اهل ایالات متحده آمریکا است.
کوزاک از دانشگاه شمال تگزاس با مدرک کارگردانی فارغ التحصیل شده است. او در اپرا، باله، جاز و شیر آموزش دیده است.
او پس از اتمام تحصیلات دانشگاهی با کوئین الیزابت ۲ کار خود را ادامه داد.کارمن همچنین در منچستر انگلستان، در نقش کریستین دائه در شبح اپرا (موزیکال) به ایفای نقش پرداخته است.